# Деспотизъм
 Тази статия е за режим на управрение.  За други със същото име вижте Деспот (титла).  
Деспотизъм (гръцки: δεσποτία – неограничена власт, от δεσπότης – глава на семейство, господар) е форма на държавно управление – автократично или олигархично. Деспотия е държава с деспотично управление.
За първи път терминът е въведен от Аристотел, който писал в съчинението си „Политика“, че властта на владетеля е сходна с властта на господаря над робите.

## Древност
В класическата форма на деспотизъм цялата върховна държавна власт е концентрирана в ръцете на едноличен управник, наричан деспот, или на малка група лица, които имат право свободно да се разпореждат със съдбата на своите поданици. Това е първата позната форма на държавност. Най-характерен пример е фараонското управление на Египет, както и другите държави на Древния Изток (Индия, Китай, Асирия, Вавилон) и в древно-гръцките тирании.

## Средновековие
Деспотическа е била властта също в Монголската и в Османската империя.

### Византия
Във Византия деспот е титла, давана от императора на най-приближени лица. Въведена е от император Мануил I Комнин през 12 век за Алексий-Бела (по-късно Бела III, крал на Унгария, годеник на дъщеря му и вероятен престолонаследник), докато не му се родил син.
Деспотът имал право да носи дрехи, подобни на дрехите на императора, както и други привилегии. Под управление на деспоти давали отделни провинции. С титлата на деспот обикновено удостоявали осиновените и по-малките синове от императорското семейство, а от началото на 13 век – и князе от чужбина. В някои случаи управителят имал относителна, дори и пълна независимост (Епирско деспотство), когато титлата се наследявала.

### България
Във Втората българска държава, следвайки примера на късна Византия, деспотът е управител на отделна област, наричана деспотство. В България също, както и във Византия, някои деспоти придобиват по-голяма независимост, достигайки до самостоятелно управление от същата династия. Най-ярък пример е Добруджанското деспотство, отцепило се от централната царска власт при деспот Добротица и неговите наследници.

## Абсолютизъм
При просветения абсолютизъм, известен и като просветен деспотизъм, характерен за Европа на XVIII в., абсолютните монарси използват властта си, за да наложат редица реформи в политическата система на своите държави, които до голяма степен отразяват духа на Просвещението.

## Най-ново време
Днес терминът означава и тиранично управление. Под тази дума може да се подразбира също тоталитарно управление, което се съпровожда от репресии, потискане на гражданските свободи, контрол и следене на гражданите.